# Julmusik (musikalbum)
Julmusik är ett album av Linköpings Studentsångare som gavs ut 1996.

## Innehåll
1. Kyrie (Konstantin Türnpu)
2. Ave Maria (Franz Biebl)
3. Jul, jul, strålande jul (Gustaf Nordqvist)
4. När juldagsmorgon glimmar
5. Förunderligt och märkligt
6. Stilla natt
7. Joy to the World
8. Kungarnas marsch
9. Barnet i Betlehem
10. Jag såg tre skepp (I Saw Three Ships)
11. Look! Shepherds of Bethlehem (Folke Bohlin)
12. Tre kungar
13. Betlehems stjärna (Ivar Widéen)
14. Härlig är jorden (Dejlig er jorden)
15. Sankta Lucia
16. Staffansvisan (Hans Lundgren)
17. Midzjtnatzskin rådsnjeff
18. Hej tomtar
19. Jingle Bells

## Medverkande
- Hans Lundgren — dirigent
- Brasskvintetten Magnus och brasse'
- Astrid Kastensson - sopran